# Giorgio Pressburger
Giorgio Pressburger, nato György (Budapest, 21 aprile 1937 – Trieste, 5 ottobre 2017), è stato un regista, scrittore e drammaturgo ungherese naturalizzato italiano.

## Biografia

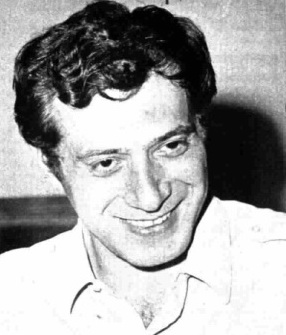
Giorgio Pressburger nel 1975

Giorgio Pressburger è nato a Budapest da genitori ebrei, originari di Presburgo (oggi Bratislava, Pressburg in tedesco). Era imparentato alla lontana con Karl Marx, Heinrich Heine ed Edmund Husserl. Il rapporto con il fratello gemello Nicola, morto nel 1986, lo segnò in maniera indelebile. In una nota per l’Autodizionario degli scrittori italiani di Felice Piemontese, del 1989, scriveva: «Nicola e Giorgio Pressburger, fratelli gemelli, sono scrittori italiani di madrelingua ungherese. Sono nati a Budapest nel 1937».
Durante la seconda guerra mondiale la famiglia Pressburger riuscì a sfuggire alla sterminio nazista, grazie anche all'intercessione di Giorgio Perlasca che fornì loro i salvacondotti della legazione spagnola e li ospitò presso una delle case protette. Giorgio, Nicola e la sorella superarono l'assedio e la liberazione di Budapest da parte dell'Armata Rossa nascosti nel sotterraneo della sinagoga. A 19 anni, in seguito all'invasione sovietica successiva alla rivoluzione ungherese del 1956, la famiglia Pressburger abbandona Budapest per rifugiarsi rocambolescamente prima a Vienna e poi in Italia.
Nicola è a Parma, dove studia giurisprudenza per poi dedicarsi al giornalismo economico a Milano. Giorgio è a Roma, dove studia scienze biologiche all’Università e teatro all’Accademia d’arte drammatica. Lì ottiene un sussidio mensile e stringe amicizia con Alberto Moravia e Dacia Maraini, oltre che con l'allora funzionario RAI Andrea Camilleri. In quegli anni è autore di testi per la televisione, la radio e il teatro, inclusa la trasposizione del celebre romanzo Danubio di Claudio Magris. Dal 1975 sceglierà come città di residenza Trieste, “città letteraria sotto la bruma dei ricordi”, per ritornare più vicino alla sua Mitteleuropa natale.
Poliglotta (parlava italiano, ungherese, tedesco, francese, inglese, russo e sloveno), Pressburger è stato una delle figure più rappresentative del panorama culturale italiano e internazionale, attivo ai massimi livelli in molteplici campi. Ha lavorato nel giornalismo (collabora alle pagine culturali dei quotidiani Corriere della Sera e Avvenire, e con le riviste letterarie Indice, Paragone, Granta e Panta) e per la televisione, è stato autore e traduttore di testi teatrali (dall’ungherese e dal tedesco), regista di radio e di teatro (anche di opera e di operetta), ha diretto lungo e cortometraggi e insegnato in accademie e università. Per le sue opere ha ricevuto innumerevoli premi.
Il suo primo romanzo, pubblicato nel 1986 assieme al fratello Nicola, è intitolato Storie dell'Ottavo Distretto e dedicato al quartiere ebraico di Budapest in cui era cresciuto. Il secondo romanzo dei fratelli Pressburger, L'elefante verde, di nuovo ambientato nella Budapest ebraica, viene scritto a quattro mani nel 1982-83 e pubblicato nel 1988, dopo la morte del fratello Nicola. I due libri stupiscono tanto per le atmosfere "insieme mitiche e abbiette, dal grande respiro mitteleuropeo" quanto per la "prosa disadorna, anche cruda, eppure fortemente lirica, un realismo dalle perturbanti accensioni metafisiche".
Nel 1990, da poco caduto il muro, riesce a convincere l'allora ministro degli esteri Gianni De Michelis a investire in un festival culturale mitteleuropeo nell'ambito dell'iniziativa pentagonale. Pressburger è ideatore e direttore artistico dal 1991 al 2003 dell'annuale Mittelfest di Cividale del Friuli, festival di danza, musica e teatro di diciassette nazioni dell'Europa centrale e dei Balcani, che presenta ogni anno nell'arco di 10-15 giorni un'ampia rassegna di eventi teatrali e musicali. Il primo anno l'Ungheria è stata ospite d'onore, e la Medea Magiara di Árpád Göncz è stata recitata in cinque lingue contemporaneamente, da cinque compagnie teatrali di altrettanti Paesi, alla presenza dei capi di stato di Ungheria, Italia e Slovenia.
Per la RAI nel 1993 ha ideato un ciclo di 16 opere musicali nuove commissionate a 16 compositori italiani dell'ultima generazione con i rispettivi testi scritti, per l'occasione, da altrettanti scrittori. Produzioni della RAI e delle case editrici Ricordi, Suvini-Zerboni, Edipan (1993-1994). Pressburger ha svolto anche attività istituzionale come assessore del comune di Spoleto dal 1995 al 1998; nel 2001 ha ricevuto il premio Città di Spoleto.
Nel 1998 ricevette la nomina ministro degli Affari Esteri a direttore dell'Istituto Italiano di Cultura di Budapest per un biennio, poi rinnovato sino al 2002. Tra gli eventi da lui patrocinati: introduzione del "Concerto Italiano di Capodanno" con l'orchestra di Santa Cecilia nel 2000, del Teatro Verdi di Trieste nel 2001, della Festival Orchestra Nazionale Ungherese nel 2002, con la direzione di Zoltán Peskó; celebrazione di Giacomo Leopardi nel duecentesimo anno dalla nascita, eventi e mostre dedicate a grandi maestri italiani (Alberto Savinio, Massimo Campigli ecc.), al design, all'architettura (Aldo Rossi), alla moda italiana; Giornata della poesia con la partecipazioni di poeti da tutto il mondo; organizzazione e produzione di opere musicali quali Partita a pugni di Vieri Tosatti, Il prigioniero di Luigi Dallapiccola, I Rusteghi di Ermanno Wolf-Ferrari, Budapest 2000. Ideazione e produzione con contributi italo-ungheresi (Ministero Esteri Italiano e Ministero Beni Culturali Ungherese) dello spettacolo di danza Viva Verdi (2001).
Per le strade, i palcoscenici e le osterie il pubblico italiano poté incontrare George Tabori e Tamás Ascher, Péter Esterházy e Claudio Magris, Jiří Menzel e Otomar Krejča, Krzysztof Zanussi e Krystian Lupa e Biljana Srbljanović. Dal 1999 al 2002 è stato nominato dal Ministro degli Affari Culturali membro del Consiglio di Amministrazione della Fondazione del Gran Teatro La Fenice di Venezia. Fu ideatore e direttore artistico del Castel Teatro Festival, promosso nel 2007 dalla Provincia di Trieste, e che prosegue nell'estate 2008 coinvolgendo tutte le istituzioni teatrali del territorio della provincia e estendendosi anche alla Slovenia, e che prevede l'invito di compagnie di teatro e di danza internazionali.
Nel marzo del 2008 riceve dal Ministro della Cultura ungherese l'incarico di presidente del Consiglio Artistico per l'ideazione e realizzazione degli eventi per Pécs2010, capitale europea della cultura. Nell'aprile del 2009 accetta la candidatura, per l'Italia dei Valori, alle elezioni europee del 7 giugno 2009, pur senza venire eletto - un'esperienza politica "brevissima" che in seguito reputerà "una delusione". Nel 2010 gli è stato assegnato il premio Alabarda d'oro alla carriera per la letteratura. Nel 2013 gli è stato dedicato un film documentario dal titolo Messaggio per il secolo, prodotto e diretto da Mauro Caputo.
Nel 2014 da una sua raccolta di racconti è nato il film L'orologio di Monaco, presentato al Festival Internazionale del Film di Roma e nel 2016 da un suo romanzo, il film Il profumo del tempo delle favole, presentato alla 73ª Mostra del Cinema di Venezia per le Giornate degli Autori-Venice days, entrambi diretti da Mauro Caputo, dove Pressburger è anche voce narrante e protagonista. Nel 2019 il film La legge degli spazi bianchi completa la trilogia a lui dedicata ed è stato selezionato alla 76ª Mostra del Cinema di Venezia per le Giornate degli Autori. Nel gennaio 2022 è stato prodotto il cofanetto della trilogia "Sul fondo della coscienza", composizione dei tre film girati da Mauro Caputo dedicati a Giorgio Pressburger e distribuiti da Istituto Luce Cinecittà.

### Insegnamento
- Dal 1968 al 1976 insegna Regia e Recitazione all'Accademia Nazionale d'Arte Drammatica di Roma.
- Corsi e seminari all'Università di Lecce presso la cattedra di Storia del Teatro (1971), e all'Università di Roma (1974), e all'Istituto Nazionale del Dramma Antico (1993-1994-1995).
- Nel 1985 tiene un corso di recitazione all'Accademia Nazionale d'Arte Drammatica di Roma.
- Nel 1993 insegna recitazione nella Scuola di Teatro di Palmi, su progetto CEE.
- Nel 1993-1994-1995 tiene tre seminari annuali di Recitazione Corale all'Istituto Nazionale di Dramma Antico di Siracusa.
- Negli anni accademici 2000/2001 e 2001/2002 insegna Drammaturgia al Dipartimento di Letteratura Comparata dell'Università di Seghedino. Il testo delle lezioni del primo anno è stato pubblicato in edizione bilingue dall'Università.
- Dal 2002 al 2008 insegna Storia del Teatro e dello Spettacolo nonché Scrittura Radiofonica presso la Facoltà di Lettere e Filosofia dell'Università di Udine, nel quarto anno accademico tiene anche un Laboratorio di messa in scena presso la Facoltà di Scienze della Formazione della stessa università.
- Nel 2004 tiene un seminario sul tema della Diffusione della Cultura Italiana all'Estero al Master in Management Culturale Internazionale – III edizione, presso il Centro di Formazione Permanente dell'Università di Genova con il patrocinio del Ministero degli Affari Esteri Italiano. Lo stesso anno riceve la Laurea honoris causa in Scienze Umanistiche dall'Università di Seghedino.
- Nel 2005 è Visiting Professor all'Università di Cambridge, Dipartimento di italiano (primo semestre), poi tiene un Master in Progettazione Economia e Gestione di Eventi dello Spettacolo all'Università di Udine.
- Nel 2008 insegna Recitazione all'Accademia Nazionale d'Arte Drammatica di Roma.
- Nel 2009 tiene un Corso di Regia all'accademia d'Arte drammatica "Paolo Grassi" di Milano.
- Nel 2009 tiene la "lectio magistralis" di apertura dell'anno accademico della facoltà di Architettura di Bologna – sezione distaccata di Cesena "Aldo Rossi".

## Opere

### Radiotelevisione
Elaborazione e stesura originali radiofonici e televisivi
- Il mattatoio (1967)
- Il ponte di Queensborough (con Piero Chiara, 1971)
- Giochi di fanciulli (1970)
- La torre di Babele (1971)
- Ages (con Bruno Maderna, 1972)
- Missione compiuta (1973)
- Eclisse di un Vicedirettore generale (1973)
- Diario immaginario (con Luciano Berio, 1975)
- Gli ebrei (da Umberto Saba, 1976)
- Vita di Schubert (1977, su Franz Schubert)
- Torquato Tasso (1984, sul Tasso)
- Il formaggio e i vermi (con Carlo Ginzburg e Cesare Garboli, 1979)
- In principio (1988)
- Terranera, un viaggetto nel proto-Lazio (testo di Valerio Magrelli musica di Fabrizio De Rossi Re, 1994)

Regie radiofoniche
Tra il 1962 e il 1971 cura la regia di circa venti produzioni, scrive quattro testi e con tre di essi:
- Giochi di fanciulli (1970)
- La torre di Babele (1971)
- Missione compiuta (1973)

partecipa al Prix Italia.
Le produzioni radiofoniche di quegli anni sono caratterizzate anche da esperimenti di linguaggio e musica elettronica. Tra le molte: 
- Macbeth (da William Shakespeare)
- Don Carlos (da Friedrich Schiller)
- Il malato immaginario (da Molière)
- Tartufo (da Molière)
- "Il temporale" di Strindberg (da August Strindberg)
- "I barbari" di Gorki (da Maksim Gor'kij)
- "La rosa di carta, con testi di Ramón María del Valle-Inclán, Miguel Ángel Asturias, Luigi Pirandello
- "La commedia delle vanità" di Elias Canetti (1997).

Regie televisive
- Momento due, con Paolo Bonacelli
- Scherzare con il fuoco (1977, da August Strindberg)
- Il padre (1981, da August Strindberg)
- Calderón (1981, da Pier Paolo Pasolini), con Carmen Scarpitta
- Woyzek (1983, di Georg Büchner)
- All'uscita (1985, da Luigi Pirandello, primo programma prosa tv in stereofonia della Rai).

Premi
- Premio Italia 1970 - sez. Radiostereofonia con Giochi di fanciulli
- Premio Italia 1972 - sez. Musicale con Ages
- Premio Italia 1975 - sez. Musicale con Diario immaginario
- Premio ProMusica 1975 (Ungheria) - per Aimez-vous Bach
- Premio Italia 1988 - per l'ecologia con In principio

### Teatro di prosa
Pressburger è inoltre autore di testi teatrali, dei quali cura anche la regia:
- Esecuzione (1962, Premio IDI, Istituto del Dramma Italiano)
- La parabola (1972)
- La partita (1974, Premio Pirandello)
- Eroe di scena, fantasma d'amore (1986)
- Le tre madri (1995, Premio Flaiano)
- Messaggio per il secolo (1997, Premio Riccione)
- Il rabbino di Venezia (2001, menzione speciale al Premio Riccione)

Ha inoltre avuto il "Premio Salvo Randone" alla carriera nel 2007.
Traduzione di testi teatrali
- La brocca rotta di Heinrich von Kleist
- Il cancelliere Krehler di Georg Kaiser
- Vita di un comico di Karl Valentin
- Medea Magiara di Árpád Göncz
- Il castello del principe Barbablù di Béla Bartók
- Háry János di Zoltán Kodály
- Giochi di gatti di István Örkény

Regie teatrali
- Antonello capobrigante calabrese di Vincenzo Padula (Napoli, 1962)
- Zizim di Beniamino Joppolo (1964)
- Il giardino dei ciliegi di Anton Čechov (1972)
- La guerra di Carlo Goldoni (1970)
- Il Teatro Comico di Carlo Gondolni (1974)
- Caterina della Misericordia di Franco Cuomo (1976)
- La brocca rotta di Heinrich von Kleist (1977)
- Calderón di Pier Paolo Pasolini (1980)
- Karl Valentin Kabarett (1981)
- Amadeus di Peter Shaffer, prima 12 gennaio 1982, Roma, Teatro Argentina
- Fräulein Pollinger di Ödön von Horváth (1984)
- L'adulatore di Carlo Goldoni (1986)
- La tragedia dell'uomo di Imre Madách, saggio dell'ultimo corso dell'Accademia Nazionale d'Arte Drammatica di Roma (1989)
- Una solitudine troppo rumorosa di Bohumil Hrabal, di cui ha curato anche l'elaborazione drammaturgica (1992)
- L'ora in cui non sapevamo nulla l'uno dell'altro di Peter Handke (1994)
- Coefore di Eschilo (1996)
- Danubio di Claudio Magris (1997)
- Il formaggio e i vermi di Carlo Ginzburg (2000)
- Il Rabbino di Venezia (2004)
- Messaggio per il secolo (2004)

### Teatro lirico
Opere e operette
- La libellula di Pavle Merkù (Teatro Verdi di Trieste, 1976)
- La donna senz'ombra di Richard Strauss (Teatro La Fenice, 1977)
- Sancta Susanna di Paul Hindemith (Opera di Roma, 1978)
- Il castello di Barbablù di Béla Bartók (Teatro alla Scala di Milano, 1978)
- Le Grand Macabre di György Ligeti (Teatro Comunale di Bologna, 1979)
- Il flauto magico di Mozart (Teatro La Fenice, 1980)
- Netzwerk di Friederich Cerha (Theater an der Wien, Vienna, 1981)
- Vittoria ed il suo Ussaro di Paul Abraham (Teatro Verdi di Trieste, 1983)
- Atem di Franco Donatoni (Teatro alla Scala di Milano, 1985)
- La Bajadera di Emmerich Kálmán (Teatro Verdi di Trieste, 1985)
- Macbeth di Giuseppe Verdi (Teatro dell'Opera di Roma, 1987)
- La dama di picche di Pëtr Il'ič Čajkovskij (Teatro Verdi di Trieste, 1988)
- Pipistrello di Johann Strauss (Spoleto, 1990)
- Elektra di Richard Strauss (Teatro Antico di Taormina, 1992)
- Carmen di Georges Bizet (Spoleto, 1993)
- Il castello di Barbablù di Béla Bartók (Mittelfest, 1995)
- L'inganno felice di Gioachino Rossini e Perso per perso di Guido Baggiani (Teatro Comunale di Firenze, 1996)
- Il segreto di Susanna di Ermanno Wolf-Ferrari e Cavalleria Rusticana di Pietro Mascagni (Lirico Sperimentale Spoleto, 2001)
- L'occasione fa il ladro di Gioachino Rossini (Mittelfest, 2003)
- Satyricon di Bruno Maderna (Mittelfest, 2003)
- L'italiana in Algeri di Gioachino Rossini (Spoleto, 2004)
- Satyricon di Bruno Maderna (Filarmonica Romana, 2006)
- Il barbiere di Siviglia di Gioachino Rossini  (Spoleto 2006)
- Il pipistrello di Johann Strauss (Teatro Lirico Sperimentale di Spoleto, 2007)
- Satyricon di Bruno Maderna (Verona Contemporanea, 2007 - Teatri a Teatro, Trieste, 2007)
- Pietra, melologo su testo di Pressburger e musica di Carlo Pedini (Lirico Sperimentale di Spoleto, 2007)
- Œdipus Rex di Igor' Fëdorovič Stravinskij (Teatro Romano, rinviato al Kulturni Dom, Trieste, 2008)

### Cinema
Regie
- Momento due, RAI (1977)
- Calderón, da Pier Paolo Pasolini (1981)
- Dietro il buio, Sine Sole Cinema (2011)

Cortometraggi
- Il Galata Morente (1988)
- Stamira (1990)
- Un giorno senza telefono, SIP (1993)
- Flusso di coscienza - Razzismo 1993 (1993)

Premi
- Premio FIPRESCI al Festival Internazionale del Cinema di San Sebastián (1981)
- Globo d'oro alla miglior opera prima 1982 migliore regia per il film Calderón
- Premio Speciale Stampa Estera concorso Confindustria 1990, per il film pubblicitario Galata Morente
- Premio Speciale della Giuria "Pier Paolo Pasolini" per Flusso di coscienza (1993)
- Premio Alabarda d'Oro 2010
- Nastro d'argento Speciale alla carriera 2017

### Narrativa
Romanzi, racconti, saggi
- Storie dell'ottavo distretto (con Nicola Pressburger), ed. Marietti, 1986, ed. Einaudi, 2000;
- La legge degli spazi bianchi, ed. Marietti, 1989,
- L'elefante verde (con Nicola Pressburger), ed. Marietti, 1986, ed. Einaudi, 2002
- Il sussurro della grande voce, ed. Rizzoli, 1990
- La coscienza sensibile, ed. Rizzoli, 1992
- Denti e spie, ed. Rizzoli, 1993
- I due gemelli, ed. Rizzoli, 1996
- La neve e la colpa, ed. Einaudi, 1998
- Di vento e di fuoco, ed. Einaudi, 2000
- L'orologio di Monaco, ed. Einaudi, 2003
- Sulla fede, ed. Einaudi, 2004
- Nel regno oscuro, ed. Bompiani, 2008
- Storia umana e inumana, ed. Bompiani, 2013
- Racconti triestini, ed. Marsilio, 2015
- Don Ponzio Capodoglio, ed. Marsilio, 2017

I suoi libri sono tradotti in ungherese, francese, inglese, spagnolo, tedesco, olandese, ceco, giapponese. Ha inoltre vinto il Premio Alabarda d'oro 2010 alla carriera per la letteratura.
Premi
- Premio Opera Prima "Città di Jesolo" 1986
- Premio Selezione Campiello 1989[12]
- Premio Letterario Basilicata 1989 per La legge degli spazi bianchi[13]
- Premio San Vidal 1991  e finalista al Premio Bergamo[14]per Il sussurro della grande voce
- Premio Pozzale Luigi Russo 1992[15]
- Premio Città di Empoli 1992
- Premio Stefanelli di Caserta 1993 per La coscienza sensibile
- Premio Nazionale Letterario Pisa per Denti e spie (1994).[16]
- Premio Viareggio 1998 per  La neve e la colpa[17]
- Premio Elsa Morante 2003
- Premio Città di Gaeta 2003
- Premio Frontino Montefeltro 2003
- Premio Nazionale Rhegium Julii 2003[18]
- Premio Mondello 2003  per L'orologio di Monaco[19]
- Premio Montà d’Alba 2016 per Racconti triestini

## Premi e riconoscimenti
- Premio Flaiano sezione teatro[20]
  - 1995 - Migliore autore per Le tre madri
- Premio Hystrio 1995 - Radiofonia